# Амір Аль-Аммарі
Амір Аль-Аммарі (араб. مير فؤاد عبود العماري / швед. Amir Al-Ammari; нар. 27 липня 1997, Єнчепінг, Швеція) — іракський та шведcький футболіст, півзахисник шведського клубу «Гетеборг» та національної збірної Швеції, який виступає в оренді за «М'єльбю». Народився у Швеції, на юнацькому рівні виступав за збірну Швеції, але на дорослому рівні виступає за національну збірну Іраку.

## Клубна кар'єра
Народився та виріс у Швеції. Футболом розпочав займатись у футбольному клубі «Окснехага». У 12-річному віці приєднався до «Гускварни», де почав виступати за юнацькі команди. У липні 2013 року перейшов до данської академії «Брондбю». Проте закріпитися за кордоном не вдалося, тому вже в березні 2017 року Амір повернувся до Швеції. Дорослу футбольну кар'єру розпочав у «Гускварні», скромного клубу неподалік від рідного міста Єнчепінг. На професіональному рівні дебютував у вище вказаному клубі 17 квітня 2017 року в програному (1:2) поєдинку Дивізіону 1 проти «Ландскруни». 29 квітня забив перший м'яч, відзначився голом на 34-й хвилині матчу з «Ассиріскою».
У грудні 2017 року перебрався до «Єнчепінг Седри», з яким підписав 3-річний контракт. Вперше у футболці нового клубу з'явився 18 лютого 2018 року у матчі групового етапу кубку Швеції з «Фреєм», в якому з'явився на полі з перших хвилин. 1 квітня у першому турі нового чемпіонату дебютував у Супереттані, вийшовши на заміну на 88-й хвилині поєдинку з ГАІСом замість Тома Сіве. У сезоні 2020 року разом із командою посів третє місце у турнірній таблиці, що дозволяє потрапити у стикові матчі за право виступати в Аллсвенскані. Аль-Аммарі взяв участь в обох поєдинках двоматчевого протистояння з «Кальмаром», але за сумою двох поєдинків сильнішим виявився суперник.  У команді протягом вище вказаного часу залишався одним з провідних футболістів, за три сезони у вищому дивізіоні чемпіонату Швеції, Супереттані та національному кубку зіграв 101 матч.
Після завершення контракту залишив «Єнчепінг Седру» й у лютому 2021 року підписав контракт з «Гальмстадом». У футболці нового клубу дебютував 11 квітня 2021 року в переможному (1:0) поєдинку Аллсвенскані проти «Геккена». Наприкінці сезону команда посіла третє місце з кінця таблиці та вилетіла за підсумками плей-оф проти «Гельсінборга». Амір Аль-Аммарі завершив вище вказаний рік із 3-ма голами в 29 матчах у чемпіонаті (31 — з урахуванням плей-оф).
Однак Амір Аль-Аммарі не пішов слідом за «Гальмстадом» у Супереттан, оскільки в січні 2022 року його продали в «Гетеборг», з яким підписав контракт до 2024 року. Першу гру за синьо-білих провів 21 лютого в груповому етапу кубку Швеції з ГАІСом, замінивши у середині другого тайму Симона Лундевалля. 11 квітня дебютував у чемпіонаті Швеції у поєдинку першого туру проти «Геккена». Завдяки обмеженому ігровому часу (3 матчі в стартовому складі та 8 на заміні за перші 13 тижнів) 16 липня 2022 року Аль-Аммарі відправився в оренду з правом викупу до іншої команди Аллсвенскану «М'єльбю», яку тренує Андреас Бреннстрьом (вже тренував Аміра в «Єнчепінг Седра»).

## Кар'єра в збірній
Виступав за юнацьку збірну Швеції. Першу гру в її складі провів проти норвежців 16 вересня 2014 року, замінивши на 81-й хвилині зустрічі Кевіна Карлссона.
У жовтні 2018 року Аль-Аммарі був викликаний до складу молодіжної збірної Іраку в Туреччині. Наприкінці січня 2019 року в її складі провів два товариські матчі із Саудівською Аравією, де він забив у кожному з матчів. У січні 2020 року викликаний до складу збірної Іраку для участі в молодіжному чемпіонаті Азії 2020.
Завдяки тому, що його батько народився в Іраку, отримав право на міжнародному рівні представляти вище вказану країну. 2 вересня 2021 року дебютував за національну збірну Іраку у кваліфікації чемпіонату світу зі збірною Південної Кореї.

## Статистика виступів

### Клубна
Станом на 12 липня 2021
| Клуб              | Сезон             | Ліга              | Ліга  | Ліга | Кубок | Кубок | Континентальні | Континентальні | Інші  | Інші | Загалом | Загалом |
| Клуб              | Сезон             | Дивізіон          | Матчі | Голи | Матчі | Голи  | Матчі          | Голи           | Матчі | Голи | Матчі   | Голи    |
| ----------------- | ----------------- | ----------------- | ----- | ---- | ----- | ----- | -------------- | -------------- | ----- | ---- | ------- | ------- |
| «Гускварна»       | 2017              | Еттан             | 24    | 7    | 2     | 1     | —              | —              | —     | —    | 26      | 8       |
| «Єнчепінг Седра»  | 2018              | Супереттан        | 28    | 2    | 3     | 0     | —              | —              | —     | —    | 31      | 2       |
| «Єнчепінг Седра»  | 2019              | Супереттан        | 30    | 6    | 4     | 1     | —              | —              | —     | —    | 34      | 7       |
| «Єнчепінг Седра»  | 2020              | Супереттан        | 30    | 9    | 4     | 0     | —              | —              | 2     | 0    | 36      | 9       |
| «Єнчепінг Седра»  | Загалом           | Загалом           | 88    | 17   | 13    | 2     | 0              | 0              | 2     | 0    | 101     | 18      |
| «Гальмстад»       | 2021              | Аллсвенскан       | 10    | 1    | 3     | 1     | —              | —              | —     | —    | 13      | 2       |
| «Гетеборг»        | 2022              | Аллсвенскан       | 0     | 0    | 1     | 0     | —              | —              | —     | —    | 1       | 0       |
| Усього за кар'єру | Усього за кар'єру | Усього за кар'єру | 122   | 25   | 17    | 3     | 0              | 0              | 2     | 0    | 141     | 28      |

1. ↑  Матчі в плей-оф.

### У збірній

#### По роках
Станом на 26 вересня 2022
| Національна збірна | Рік     | Матчі | Голи |
| ------------------ | ------- | ----- | ---- |
| Ірак               | 2021    | 5     | 1    |
| Ірак               | 2022    | 5     | 0    |
| Загалом            | Загалом | 10    | 1    |

#### По матчах
Станом на 8 листопада 2021 года
| Матчі та голи Аміра Аль-Аммарі за національну збірну Іраку | Матчі та голи Аміра Аль-Аммарі за національну збірну Іраку | Матчі та голи Аміра Аль-Аммарі за національну збірну Іраку | Матчі та голи Аміра Аль-Аммарі за національну збірну Іраку | Матчі та голи Аміра Аль-Аммарі за національну збірну Іраку | Матчі та голи Аміра Аль-Аммарі за національну збірну Іраку |
| №                                                          | Дата                                                       | Суперник                                                   | Рахунок                                                    | Голи                                                       | Змагання                                                   |
| ---------------------------------------------------------- | ---------------------------------------------------------- | ---------------------------------------------------------- | ---------------------------------------------------------- | ---------------------------------------------------------- | ---------------------------------------------------------- |
| 1                                                          | 2 вересня 2021                                             | Південна Корея                                             | 0:0                                                        | 0                                                          | кваліфікація чемпіонату світу 2022                         |
| 2                                                          | 7 вересня 2021                                             | Іран                                                       | 0:3                                                        | 0                                                          | кваліфікація чемпіонату світу 2022                         |
| 3                                                          | 7 жовтня 2021                                              | Ліван                                                      | 0:0                                                        | 0                                                          | кваліфікація чемпіонату світу 2022                         |
| 4                                                          | 12 жовтня 2021                                             | ОАЕ                                                        | 2:2                                                        | 0                                                          | кваліфікація чемпіонату світу 2022                         |

Итого:4 матча и 0 голов; 0 побед, 3 ничьих, 1 поражение.

#### Забиті м'ячі
| № | Дата              | Місце                         | Суперник | Рахунок | Результат | Змагання                           |
| - | ----------------- | ----------------------------- | -------- | ------- | --------- | ---------------------------------- |
| 1 | 11 листопада 2021 | Тані бін Джассім, Доха, Катар | Сирія    | 1–1     | 1–1       | кваліфікація чемпіонату світу 2022 |